# Ilyushin Il-112
O Ilyushin Il-112 é um avião de transporte militar leve de asa alta sendo desenvolvido pela Ilyushin Aviation Complex (JSC IL) para transporte de cargas militares, equipamentos e pessoal. A aeronave está sendo fabricana pela Voronezh Aircraft Production Association. O Il-112V é equipado com os aviônicos combinando os complexos de equipamentos e sistemas em um complexo integrado - o complexo integrado a bordo. Todas as informações acerca da operação da aeronave são mostradas nos seis monitores LCD do avião.

## Projeto e desenvolvimento
A aeronave cumpre com todos os requisitos da OACI em relação a emissão e ruído. O Il-112V pode cumprir missões em quaisquer condições meteorológicas em qualquer lugar do globo, diurno e noturno.
A aeronave deveria ter feito seu voo inaugural em 2011. A Força Aérea Russa deve receber um total de 70 aeronaves.
Em Maio de 2011, O Ministério da Defesa Russa decidiu abandonar a versão de transporte militar do Il-112 e adquirir sete Antonov An-140T cargueiros.
No dia 16 de Outubro de 2012, Dmitry Rogozin, na Índia no encontro da comissão de negócios intergovernamental Indo-Russo e de cooperação cultural e técnico-científica, disse que "a Rússia pretende oferecer à Índia envolvimento na produção do Il-112. Nós trouxemos à mente de estabelecer a documentação técnica do projeto em desenvolvimento na Ilyushin KB. E vamos, dentre outros projetos, oferecer à Índia que faça parte deste projeto."
Em Janeiro de 2013 foi anunciado que no final de Dezembro, o principal comandante da Força Aérea Russa apresentou ao Ministro da Defesa Sergei Shoigu a sugestão de reativar o projeto do Il-112.
Em 24 de Junho de 2013 foi anunciado que o Il-112 é considerado como substituto do Antonov An-26, e no dia 26 de Junho, que a Ilyushin enviou à JSC Klimov uma solicitação para a criação de um novo motor turboélice.
Em Agosto de 2013, o projetista geral da Ilyushin, Viktor Livanov, citando o Primeiro Deputado do Ministério da Defesa Yuri Borisov, confirmou que o trabalho nesta aeronave voltou à ativa.
Em 10 de Agosto de 2015, aa United Aircraft Corporation (UAC) anunciou que o primeiro avião de produção Ilyushin Il-112V deve sair da linha de produção da Voronezh Aircraft Production Plant (acrônimo russo VASO) no primeiro semestre de 2017.  Yury Borisov disse que a aeronave deve também realizar seu primeiro voo em 2017.
No dia 2 de Novembro de 2015, Yuri Slyusar, presidente da United Aircraft Corporation (UAC) anunciou que o Il-112V faria seu voo inaugural em Julho de 2017.
Em 20 de Junho de 2016, Andrey Kapustin, diretor da Aviastar-SP, disse que a frabicante baseada em Ulyanovsk iria produzir elementos para o segundo protótipo experimental do Il-112 antes do final de 2016. 
No dia 11 de Novembro de 2016, a companhia russa Concern Radio-Electronic Technologies (KRET) anunciou que estava desenvolendo um novo sistema de defesa a bordo para o Ilyushin Il-112V. Este sistema é projetado para proteger a aeronave de ser atingida por mísseis anti-aeronaves e artilharia. O sistema de defesa está atualmente instalado nos helicópteros Ka-52, Mi-28 e Mi-26.
No dia 3 de Fevereiro de 2017, o Primeiro Ministro Russo, Dmitry Rogozin reinterou que o primeiro voo da aeronave Il-112 seria por volta do meio de 2017.
No dia 20 de Junho de 2017, o projetista chefe da Ilyushin, Nikolai Talikov, alegou que o primeiro voo provavelmente seria reagendado para o início de 2018.

## Variantes
- Il-112V – modelo padrão
- Il-112VT – transporte leve